# Verenigd Koninkrijk op het Eurovisiesongfestival
Het Verenigd Koninkrijk doet al sinds 1957 mee aan het Eurovisiesongfestival. Het land heeft tot nu toe 67 keer aan het liedjesfestijn deelgenomen; alleen Duitsland deed vaker mee, 68 maal. Het Verenigd Koninkrijk is, als een van de vijf grootste financiers van het songfestival, altijd verzekerd van deelname aan de grote finale.

## De balans

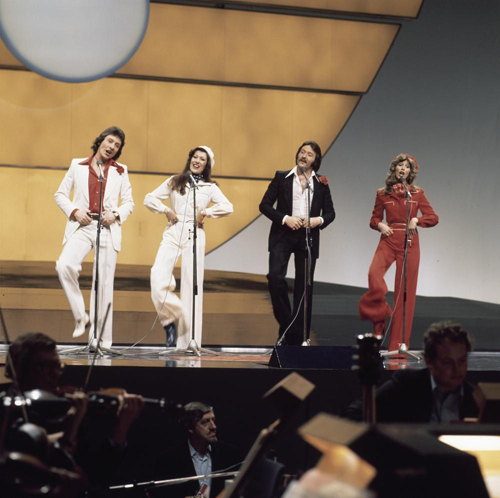
Brotherhood of Man in Den Haag (1976)

Het Verenigd Koninkrijk kan beschouwd worden als het meest succesvolle land aller tijden op het Eurovisiesongfestival. 42 keer eindigden de Britten bij de beste tien. Enkel Zweden doet wat dat betreft beter. Winnen deed het Verenigd Koninkrijk in:
- 1967: Sandie Shaw - Puppet on a string
- 1969: Lulu - Boom bang-a-bang
- 1976: Brotherhood of Man - Save your kisses for me
- 1981: Bucks Fizz - Making your mind up
- 1997: Katrina & the Waves - Love shine a light

Qua aantal zeges staan de Britten op de derde plaats, samen met Frankrijk, Luxemburg en Nederland, die ook vijf keer wonnen. Ierland en Zweden zijn recordhouder met zeven overwinningen. Zestienmaal werd het Verenigd Koninkrijk tweede.
Vijfmaal eindigde een Britse inzending op de laatste plaats. De eerste keer gebeurde dat in 2003, met de deelname van het duo Jemini. Ook in 2008, 2010, 2019 en 2021 kwamen de Britten niet verder dan de laatste plaats, met respectievelijk Andy Abraham, Josh Dubovie, Michael Rice en James Newman.

## Het songfestival op Britse bodem
Het Eurovisiesongfestival heeft negen keer in het Verenigd Koninkrijk plaatsgevonden. Daarmee zijn de Britten recordhouder, want geen enkel ander land heeft het festival zo vaak georganiseerd. Viermaal organiseerde het Verenigd Koninkrijk het songfestival vanwege de overwinningen in het jaar ervoor, de andere vijf edities trad het land op als vervanger.
- 1960: Royal Festival Hall, Londen

Het songfestival kwam in 1960 voor het eerst naar het Verenigd Koninkrijk, omdat Nederland, dat als winnaar van 1959 aanvankelijk het festijn zou organiseren, de productiekosten te hoog vond. De klus werd hierop overhandigd aan de Britten. De presentatrice was Katie Boyle.

De Royal Albert Hall in Londen ontving het songfestival in 1968.

- 1963: BBC Television Centre, Londen

In 1963 gebeurde iets soortgelijks als drie jaar eerder; omdat de landen die in 1962 boven het Verenigd Koninkrijk waren geëindigd bedankten voor de organisatie, ging het songfestival nogmaals naar Londen. Katie Boyle mocht het songfestival wederom presenteren.
- 1968: Royal Albert Hall, Londen

Als gevolg van de eerste Britse songfestivaloverwinning in 1967, kwam het songfestival een jaar later terug naar het Verenigd Koninkrijk. De Britten maakten dankbaar gebruik van de kleurentelevisie; tijdens het tellen van de stemmen was er dan ook geen optreden van een dans- of muziekgroep, maar een compilatie van beelden van Londen ondersteund door muziek. Katie Boyle presenteerde de show.
- 1972: Usher Hall, Edinburgh

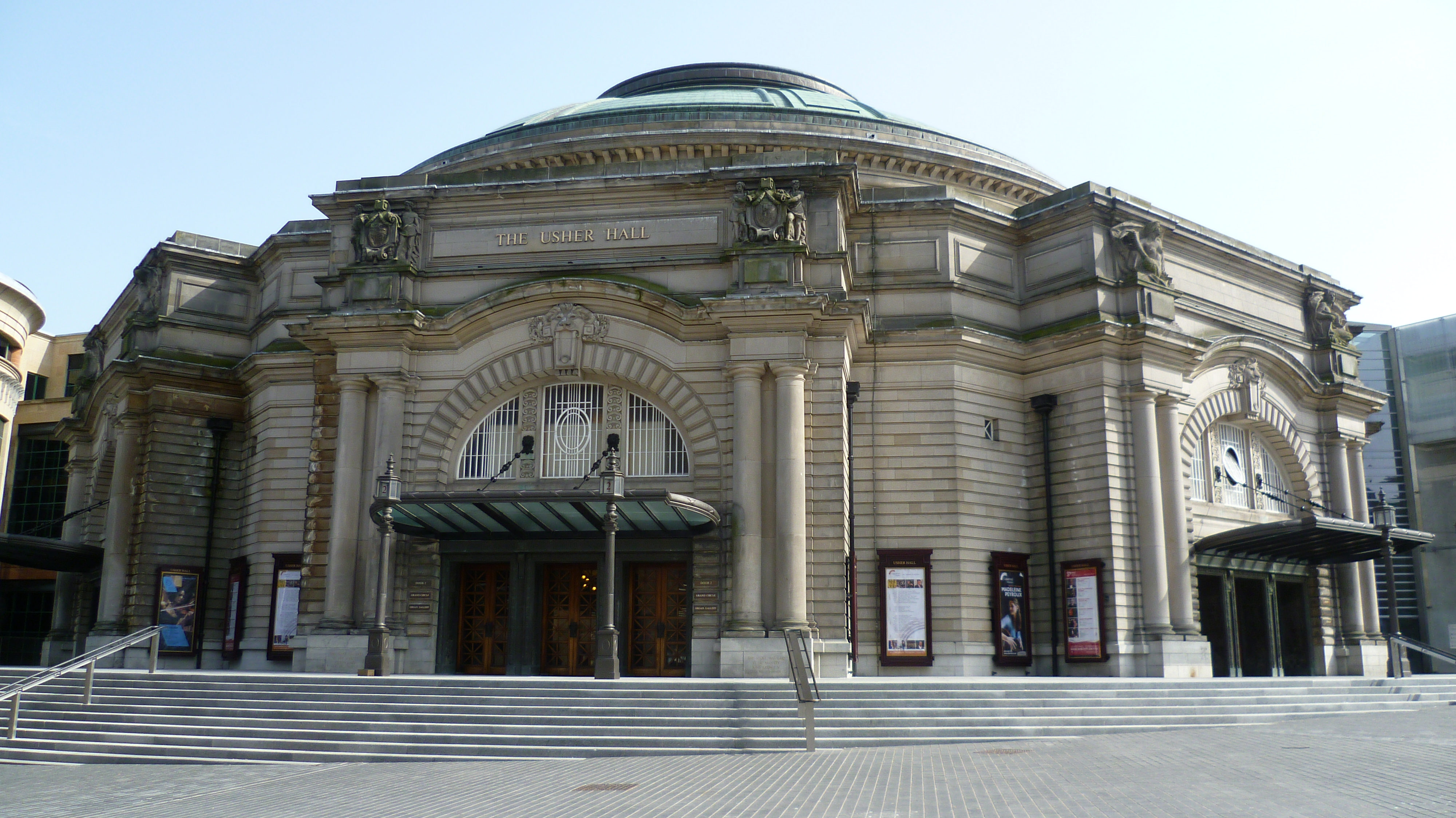
De Usher Hall in Edinburgh was het decor voor het songfestival van 1972.

In 1972 vond het songfestival voor de eerste en tot nu toe enige keer plaats in Schotland. Het ministaatje Monaco had in 1971 het songfestival op zijn naam geschreven maar beschikte niet over de mogelijkheden om het festijn te organiseren. Omdat Frankrijk ook weigerde, werd het Verenigd Koninkrijk aangewezen als vervangend land. De presentatie lag in handen van Moira Shearer.  De Massed Pipes and Drums of the Scottish Regiments verzorgden het interludium tijdens het tellen van de stemmen.
- 1974: Brighton Dome, Brighton

In 1974 traden de Britten opnieuw op als vervanger. Luxemburg had in 1972 gewonnen en won het jaar erop in eigen land weer, maar wilde het festival niet voor een tweede achtereenvolgende keer op zich nemen. Het festival streek zodoende neer aan de Britse kust. Voor de vierde maal trad Katie Boyle op als presentatrice.
- 1977: Wembley Conference Centre, Londen

Als gevolg van de overwinning in 1976, mocht het Verenigd Koninkrijk ook in 1977 het Eurovisiesongfestival organiseren. De presentatrice was Angela Rippon. 
- 1982: Harrogate International Centre, Harrogate

Het songfestival kwam terug op Britse bodem in 1982, als gevolg van de Britse overwinning in 1981. Het werd gehouden in Harrogate, een klein stadje in North Yorkshire en het was daarmee een van de weinige keren dat het Eurovisiesongfestival niet in een grote stad werd georganiseerd. Aan het begin van de uitzending kreeg het Europese publiek een uitgebreide video te zien waarin kennis werd gemaakt met Harrogate en de traditionele bezienswaardigheden in Yorkshire. De presentatie lag in handen van Jan Leeming.   
- 1998: National Indoor Arena, Birmingham

Na de Britse zege van 1997 kreeg niet Londen, maar Birmingham als tweede stad van het land de organisatie toegewezen. Het festival werd gepresenteerd door twee oorspronkelijk niet-Britten, de Ier Terry Wogan en de Zweedse Ulrika Jonsson.
- 2023: M&S Bank Arena, Liverpool

Deze editie vond plaats in Liverpool nadat Oekraïne als winnaar van het Eurovisiesongfestival 2022 moest verzaken aan diens recht om de aankomende editie te organiseren vanwege de Russisch-Oekraïense Oorlog. De presentatie was in handen van Graham Norton, Hannah Waddingham, Alesha Dixon en de Oekraïense Joelija Sanina.

## Songfestivals zonder het Verenigd Koninkrijk
Het Verenigd Koninkrijk heeft praktisch altijd meegedaan aan het Eurovisiesongfestival. Tweemaal was het land er niet bij. Dit was voor het eerst het geval in 1956, toen het allereerste songfestival gehouden werd in Zwitserland. Lang werd gedacht dat het Verenigd Koninkrijk zich (net als Denemarken en Oostenrijk) te laat had ingeschreven bij de EBU en zodoende niet kon deelnemen. In januari 2017 werd door de EBU echter onthuld dat de Britten in 1956 helemaal geen intentie hadden om mee te doen, omdat het land al een eigen festival had georganiseerd: het Festival of British Popular Songs. Desondanks werd het songfestival van 1956 wel gewoon uitgezonden door de BBC.
De tweede keer dat het Verenigd Koninkrijk besloot van deelname af te zien was in 1958. Dit vanwege ontevredenheid over het tegenvallende debuut van een jaar eerder. Het Eurovisiesongfestival van 1958 werd de laatste editie zonder een Britse inzending. In 1959 kwamen de Britten terug, om vervolgens nooit meer een songfestival te missen.

## Nationale voorronde

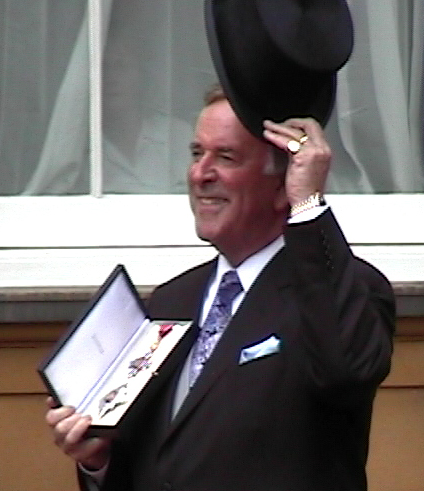
Terry Wogan was 27 keer presentator van de Britse nationale voorronde

De nationale voorronde waarin de Britse inzending voor het Eurovisiesongfestival wordt gekozen, heeft door de jaren heen vele veranderingen ondergaan. Er zijn verschillende formules geweest:
- Festival of British Popular Songs (1957)
- Eurovision Song Contest British Final (1959–1960)
- A Song for Europe (1961-1995)
- Great British Song Contest (1996-1999)
- A Song for Europe (2000-2003)
- Eurovision: Making Your Mind Up (2004-2007)
- Eurovision: Your Decision (2008)
- Eurovision: Your Country Needs You (2009-2010)
- Eurovision: You Decide (2016-2019)

In de beginjaren werd de winnaar via regionale jury's aangeduid. Vanaf 1964 wees de BBC een artiest aan die vervolgens zes liedjes zong. Het publiek mocht via postkaart stemmen welk liedje naar het songfestival moest. Toen in 1975 nog maar weinig stemmen binnen kwamen via postkaart, werd besloten dit systeem te laten vallen.
Vanaf 1976 werden er ieder jaar twaalf liedjes voorgesteld, waarna de winnaar door twaalf regionale jury's gekozen werd. Vanwege afnemende interesse deden er vanaf 1981 echter steeds minder liedjes mee aan de finale. Na 1987 werden de regionale jury's vervolgens achterwege gelaten en mocht het publiek kiezen, maar in 1992 kwam het systeem dat tussen 1964 en 1975 gebruikt werd weer terug.
In 1996 werd de naam A song for Europe, zoals de nationale voorronde tot die tijd geheten had, veranderd in The Great Britain song contest. Ook werd er op de radio een halve finale geïntroduceerd. Hierin traden acht liedjes aan, waarvan er vier doorgingen naar de finale, die op televisie werd uitgezonden. Deze formule was echter ook geen lang leven beschoren, want in 2000 werden er alweer enkele wijzigingen toegepast en kreeg de voorronde zijn originele naam A song for Europe weer terug.
Van 2004 t/m 2007 werd de Britse songfestivalinzending gekozen in de show Making your mind up. Het deelnemersaantal nam in deze jaren verder af en in 2008 besloot men uiteindelijk wederom tot een andere opzet. Van de zes deelnemende artiesten, ingedeeld in drie verschillende categorieën, gingen er vier door naar de halve finale. Hierin vielen twee kandidaten af. De andere twee deelnemers namen het tegen elkaar op in de finale.
Van 2011 t/m 2015 werden de Britse inzendingen intern gekozen zij het met teleurstellende resultaten op het festival. In 2016 werd er voor het eerst weer een nationale finale gehouden.

### A Song for Europe(1961–1995)
In de beginjaren werd de winnaar via regionale jury's aangeduid. Deze methode werd tot 1960 toegepast.
In 1961 werd de winnaar gekozen door een jury van 140 mensen. De twee volgende jaren keerden de regionale jury's terug. Van 1964 tot 1975 koos de BBC een artiest, die tijdens de voorronde zes liedjes zong. Het publiek moest dan via postkaart stemmen welk liedje naar het songfestival moest. Minder bekende artiesten als Kathy Kirby en Kenneth McKellar werden gevraagd, maar door het povere resultaat in 1966 besloot de BBC bekendere artiesten te vragen. Dit bleek een succesformule. Lulu en Sandie Shaw haalden de overwinning binnen, terwijl Mary Hopkin, Cliff Richard en The New Seekers de tweede plaats binnen haalden.
Toen in 1975 nog maar weinig stemmen binnen kwamen via postkaart werd besloten dit systeem te laten vallen. In 1976 werden er 12 liedjes voorgesteld en de winnaar werd door 12 regionale jury's gekozen. Het leverde meteen een nieuwe winnaar op.
In 1979 kwam de finale niet op televisie door een staking bij de BBC. De liedjes werden voorgesteld in de radioshow van Terry Wogan en de jury's moesten beslissen op basis van cassetteopnames. In 1980 was er een ex aequo tussen Prima Donna en Maggie Moone. Om dit op te lossen werd elke jury opnieuw gebeld om hun favoriet aan te geven.
Vanaf 1981 waren er minder liedjes in de finale en begon de interesse te tanen, hoewel dat jaar de 4de Eurovisiezege werd binnengehaald met Bucks Fizz. In 1984 werden 5 van de 8 liedjes geschreven door Paul Curtis. Zijn Love Games won ook.
Na de povere 13de plaats van Rikki in 1987 (slechtste resultaat tot dan toe) werden de regionale jury's achterwege gelaten en mocht het publiek kiezen. Dit leidde meteen tot succes en twee tweede plaatsen in 1988 en 1989 en een zesde plaats in 1990.
Na de ontgoochelende 10e plaats van Samantha Janus in 1991 gooide de BBC het roer opnieuw om. Het systeem dat tussen 1964 en 1975 gebruikt werd, kwam terug, en dat leidde meteen tot twee tweede plaatsen.

### The Great British Song Contest(1996–1999)
De tiende positie van Frances Ruffelle betekende het einde voor A Song for Europe. In 1996 ging The Great British Song Contest van start. Jonathan King werd aangewezen om het concept te moderniseren. Er traden relatief bekende acts aan zoals Londonbeat, die een hit hadden met I've been thinking about you, de groep Deuce en Sox, waar Samantha Fox bij zong. Maar zij werden verslagen door Love City Groove. De groep eindigde op de tiende plaats, de liedjes van Love City Groove en Deuce haalden wel de Britse top 10 in de hitparade.
In 1996 werd een halve finale geïntroduceerd. Acht liedjes werden voorgesteld bij Top of the Pops en het publiek koos vier finalisten. Gina G won gemakkelijk de finale met haar dancenummer Ooh aah just a little bit. Het lied werd een grote hit in Europa, haalde de eerste plaats in het Verenigd Koninkrijk zelf en was zelfs een van de weinige Eurovisieliedjes die het goed deden in de Verenigde Staten. Op het songfestival in Oslo werd ze achtste.
Het formaat bleef ongeveer hetzelfde. De halvefinalisten presenteerden eerst hun liedje bij een radioshow en de vier finalisten bij The National Lottery Show (in 1997 en 1998) of bij Top of the Pops (in 1999). In de finale die op zondagnamiddag werd uitgezonden werden de voorstellingen uit de bovenstaande programma's gewoon herhaald. Dit leverde toch goede resultaten op met een winst voor Katrina & the Waves in 1997 en een tweede plaats voor Imaani in 1998.
In 1999 volgde een ontgoocheling voor Precious. De meidengroep had veel concurrentie nu de vrije taalregel er was. Dit slechte resultaat betekende het einde van de Great British Song Contest.

### A Song for Europe(2000-2003)
A Song for Europe keerde in 2000 terug. Het formaat van de Great British Song Contest bleef evenwel behouden: in een radioshow werden de finalisten gekozen, maar nu brachten de kandidaten hun lied nog eens live in de finale, die nog steeds op zondagmiddag werd uitgezonden. Nicki French was de eerste winnaar en met Don't play that song again was ze een van de favorieten op de eindzege, maar dat viel lelijk tegen, een 16de plaats en meteen ook het slechtste resultaat ooit voor het land. Het feit dat elk land nu in het Engels mocht zingen zal allicht wel te maken hebben met het tanende succes van het land. Een jaar later eindigde Lindsay D slechts 1 plaatsje hoger.
In 2002 kreeg de show meer aandacht, want drie van de vier deelnemers waren relatief bekend. In de groep Surf 'n turf zat Jonathan Maitland die een tv-presentator was. Tricia Penrose was een actrice uit een televisieserie en Jessica Garlick kwam uit de finale van het ITV-programma Pop Idol. Het niveau van de liedjes lag ook hoger dan in voorgaande jaren. Jessica Garlick ging met de zege lopen en werd gedeelde derde op het songfestival met haar ballade.
2003 was een teleurstelling. Alle live-acts waren pover en het lied Cry Baby won uiteindelijk met twee punten voorsprong op het veel sterker Help me van Emily Reed. Het vertrouwen in hun inzending was zoek bij de Britten en een verschrikkelijk slechte performance in Riga zorgde voor de gevreesde 0 punten, iets wat het land nog nooit overkomen was, en ze eindigden 26e, ook meteen het laagste ooit.

### Eurovision: Making Your Mind Up(2004–2007)
Na de nul punten voor de groep Jemini op het Eurovisiesongfestival van 2003 werd de voorronde hernoemd naar Eurovision: Making Your Mind Up, met de slogan Nil points never again. De naam was afkomstig van de vierde Britse songfestivalzege uit 1981, toen de groep Bucks Fizz met het liedje Making your mind up won.
Er was geen halve finale meer op de radio en geen finale op zondagnamiddag maar op zaterdagavond. Vier van de zes deelnemers kwamen uit reality-tv shows, waaronder de winnaar James Fox, die vierde was in Fame Academy. Met de ballade Hold on to love werd Fox slechts 16e in Istanboel.
In 2005 deden er nog maar vijf liedjes mee en werd het uitzenduur vervroegd om concurrentie tegen te gaan. De pers schonk veel aandacht aan twee deelnemers, Javine Hylton van Girls Aloud en Katie Price die als model Jordan bekendstond. Ook Gina G was van de partij. Javine won met Touch my fire en liep in Kiev rond als een superster, maar een 22e plaats met 24 punten werd haar deel.
In 2006 werd de voorronde weer in primetime uitgezonden. Favoriet was Anthony Costa van de groep Blue, maar hij kwam tweede achter Daz Sampson met Teenage Life.

## Taal
Lange tijd was het voor de deelnemende landen op het Eurovisiesongfestival verplicht om in de eigen taal te zingen. Het Verenigd Koninkrijk had hiermee, met het Engels als moedertaal, jarenlang een taalvoordeel ten opzichte van de andere deelnemende landen, aangezien het Engels een internationale taal is die vrijwel overal in Europa begrepen wordt. De inzendingen van het Verenigd Koninkrijk zijn in de historie van het Eurovisiesongfestival ook nooit in een andere taal gezongen dan het Engels. Hiermee is het land een van de weinige landen die nooit in een andere taal dan de moedertaal hebben deelgenomen. Sinds in 1999 de vrije taalregel op het songfestival werd ingevoerd, kiezen de meeste landen ervoor om ook in het Engels te zingen, waardoor het taalvoordeel (en daarmee het grote succes) van het Verenigd Koninkrijk is weggevallen.

## Geschiedenis

### Jaren 50 en 60
Na het mislopen van het eerste Eurovisiesongfestival in 1956, waren de Britten bij het tweede festival, in 1957 gehouden in Frankfurt am Main, wel van de partij. De allereerste inzending van het land werd het lied All, gezongen door Patricia Bredin. Met één minuut en vijftig seconden is dit een van de kortste liedjes uit de songfestivalgeschiedenis. De Britten rekenden aanvankelijk op een overwinning, maar Bredin eindigde van de tien deelnemers slechts als zevende, een resultaat dat in het Verenigd Koninkrijk tot grote ontevredenheid leidde. Het land besloot hierdoor in 1958 zelfs van deelname af te zien.
In 1959 was het Verenigd Koninkrijk terug van weggeweest en begon er een glorieperiode voor het land. De Britse inzendingen kregen ieder jaar veel punten en eindigden stuk voor stuk hoog op de ranglijst. Vijfmaal werd er een tweede plek behaald, en tweemaal een vierde. Een zege bleef destijds opvallend genoeg uit.
In 1967 kwamen de Britten echter op de proppen met Sandie Shaw, een in die tijd zeer populaire zangeres die in veel landen al bekend was vanwege haar hit Always something there to remind me. Op het songfestival trad ze aan met het liedje Puppet on a string en sleepte zij de eerste Britse overwinning op het songfestival binnen.
In 1968 werd het Verenigd Koninkrijk opnieuw door een grote ster vertegenwoordigd. Ditmaal was het Cliff Richard, die met het liedje Congratulations vooraf door iedereen als favoriet werd gezien. Iedereen verwachtte een nieuwe Britse overwinning, maar Richard verloor van de Spaanse zangeres Massiel. Hoewel het verschil slechts één punt bedroeg, was de ontgoocheling in het Britse kamp groot. Veertig jaar later, in 2008, werd bekend dat er omkoping in het spel was. De Spaanse dictator Franco beïnvloedde de verschillende Europese omroepen destijds zodanig, dat de vakjury's gehoor gaven aan zijn oproep om op het Spaanse liedje te stemmen. Franco wilde met een songfestivaloverwinning het aanzien van zijn land en zijn regime verbeteren.
Na dit teleurstellend verlopen songfestival kwamen de Britten in 1969 sterk terug met Lulu, net als Sandie Shaw en Cliff Richard een artiest die ook buiten het Verenigd Koninkrijk bekendheid genoot. Met Boom bang-a-bang zorgde zij voor een nieuwe Britse overwinning. Deze zege moest echter wel gedeeld worden met Spanje, Nederland en Frankrijk, die evenveel punten hadden behaald.

### Jaren 70 en 80
Tijdens de eerste helft van de jaren zeventig bleef het Verenigd Koninkrijk ieder jaar met zeer sterke inzendingen komen. Het land werd vrijwel ieder jaar vertegenwoordigd door internationaal bekende artiesten, zoals Mary Hopkin, Olivia Newton-John, nogmaals Cliff Richard en The Shadows. Allen waren zij vooraf favoriet, maar opvallend genoeg wist geen van hen het songfestival te winnen. Wel eindigden ze allemaal bij de beste vier.
In 1976 was het wel weer raak: dat jaar boekte de groep Brotherhood of Man op het songfestival een overtuigende en verdiende derde zege voor het Verenigd Koninkrijk. Met Save your kisses for me haalde het kwartet 164 punten. Anno 2014 is dit nummer nog steeds een grote songfestivalklassieker.

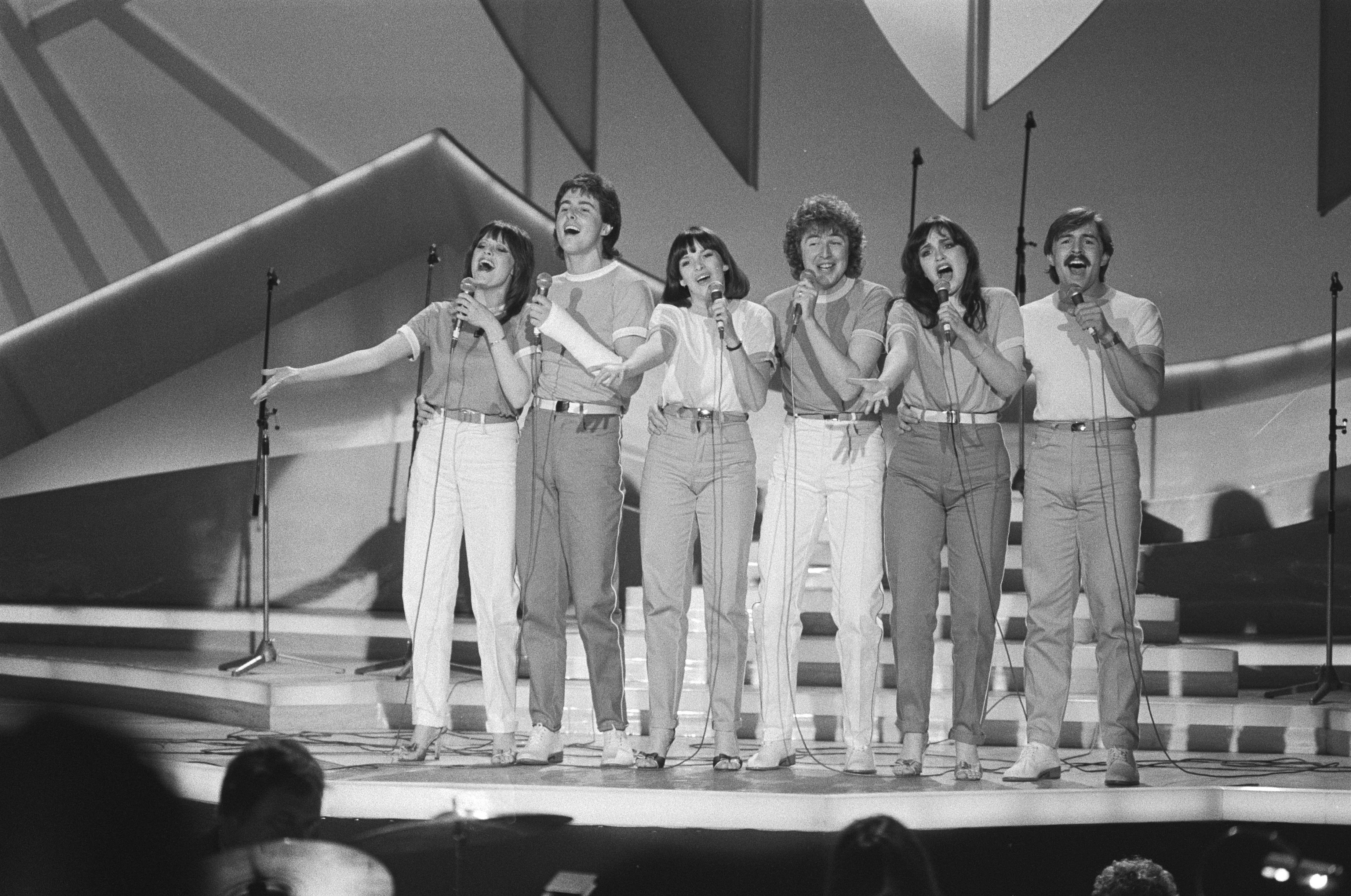
Prima Donna in Den Haag (1980)

In 1977 zetten de Britten hun songfestivalsuccessen voort met een tweede plaats voor Lynsey de Paul en Mike Moran, maar het jaar erop leek de klad erin te komen; The bad old days van de band Co-Co kreeg in 1978 slechts 61 punten en eindigde roemloos op een elfde plaats. Het was voor het eerst dat een Britse inzending buiten de top 10 eindigde. Ook in de twee jaren die volgden konden de Britten, met een zevende en een derde plaats, geen potten breken.
Toen kwam 1981 en trad de uit twee jongens en twee meisjes bestaande groep Bucks Fizz voor het Verenigd Koninkrijk aan op het songfestival. Tijdens hun nummer Making your mind up baarden de jongens opzien door de rokken van de twee meisjes weg te trekken. Met dit swingende nummer wonnen de Britten voor de vierde maal het songfestival. Duitsland werd tweede met slechts vier punten verschil.
Hoewel het Verenigd Koninkrijk gedurende de hierop volgende jaren niet meestreed om de overwinning, was het land toch succesvol met opeenvolgende top 10-noteringen. In 1987 ging het echter mis toen zanger Rikki met het nummer Only the light niet verder kwam dan de dertiende plaats, in die tijd voor het Verenigd Koninkrijk een ongewoon slecht resultaat.
De Britten kwamen in 1988 en 1989 echter sterk terug. Beide keren was het land zeer dicht bij een overwinning, maar tweemaal moest genoegen genomen worden met de tweede plaats. Go van Scott Fitzgerald werd in 1988 met één punt verschil tweede, achter de voor Zwitserland zegevierende Céline Dion. In 1989 was het de band Live Report die met Why do I always get it wrong tweede werd achter de Joegoslavische groep Riva.

### Jaren 90
Het kunstje om twee jaar op rij op de tweede plaats te eindigen, werd door het Verenigd Koninkrijk herhaald in 1992 en 1993. Michael Ball was in 1992 favoriet met One step out of time en stond tijdens de puntentelling ook enige tijd aan de leiding, maar moest uiteindelijk toch buigen voor de Ierse zangeres Linda Martin. In 1993 was het Verenigd Koninkrijk opnieuw kansrijk met Sonia en haar lied Better the devil you know, maar ook hier was het Ierland dat er met de winst vandoor ging.
Nadat het Verenigd Koninkrijk enkele jaren in de middenmoot was blijven hangen (twee keer een tiende plaats, eenmaal een achtste), werd 1997 het jaar van een grootse comeback voor het land. De inzending van dat jaar, Love shine a light van Katrina & the Waves, zorgde met 227 punten voor de eerste Britse overwinning sinds 1981. Bovendien won het land met een voorsprong van zeventig punten op de nummer twee, Ierland. Zulke overweldigende cijfers waren nooit eerder voorgekomen en het record bleef staan tot 2006. Love shine a light was de vijfde en tot nu toe laatste zege voor het Verenigd Koninkrijk.
In 1998 deed het Verenigd Koninkrijk met zangeres Imaani wederom mee om de songfestivaloverwinning. Het lied Where are you had tijdens de puntentelling grote kansen op de zege, maar moest uiteindelijk genoegen nemen met een tweede plaats achter de excentrieke Israëlische transseksueel Dana International.

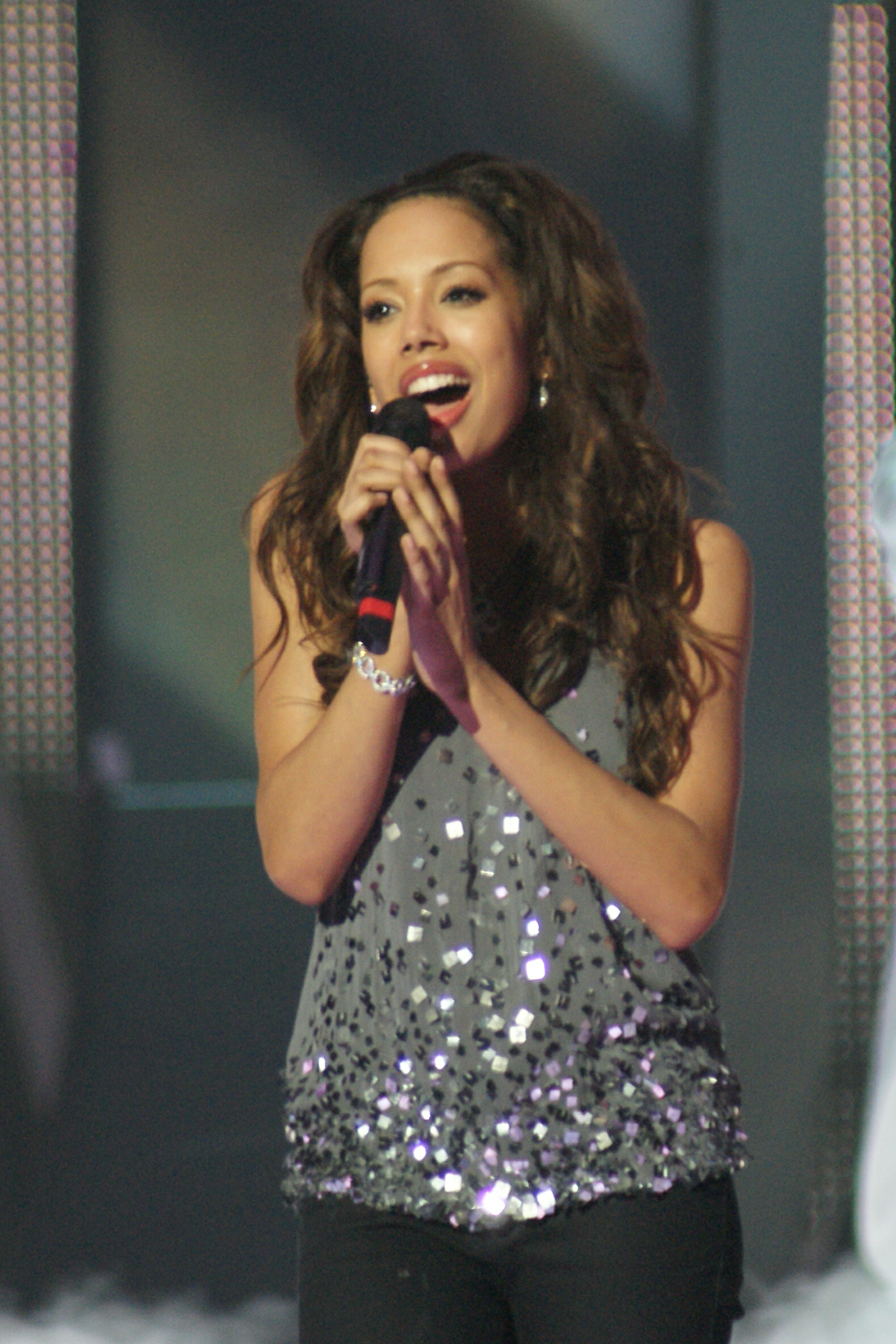
Jade Ewen behaalde de vijfde plaats in 2009

### 2000 - 2021
Vanaf 2000 is het met de Britse resultaten op het songfestival bergafwaarts gegaan. Waar tussen 1957 en 1999 veertig van de 42 inzendingen in de top 10 eindigden, strandden sinds de millenniumwisseling negentien van de 22 inzendingen buiten de top 10, waarvan elf inzendingen op plaats 20 of lager. Deze omslag heeft waarschijnlijk te maken met de in 1999 heringevoerde vrije taalregel, waardoor ieder land tegenwoordig zelf mag bepalen in welke taal het meedoet. De meeste landen kiezen logischerwijs voor het Engels, waarmee het taalvoordeel dat de Britten jarenlang hadden, is weggevallen.
In 2003 bereikte het Verenigd Koninkrijk een absoluut dieptepunt door voor het eerst in de songfestivalgeschiedenis op de allerlaatste plaats te eindigen; het duo Jemini werd zesentwintigste. Bovendien kreeg het land geen enkel punt, en ook dat was een unicum. In het Verenigd Koninkrijk zelf vermoedde men dat dit te maken had met de in Europa impopulaire Irak-politiek van premier Tony Blair. Toch was deze afstraffing geen eenmalig incident, want ook in 2008, 2010, 2019 en 2021 strandde het Verenigd Koninkrijk op de laatste plaats. Slechts tweemaal hadden de Britten de laatste twintig jaar nog succes; in 2002 sleepte Idols-deelneemster Jessica Garlick een gedeelde derde plaats in de wacht met Come back, en in 2009 werd Jade Ewen vijfde met het door Sir Andrew Lloyd Webber gecomponeerde en door Diane Warren geschreven It's my time. In 2011 eindigde de populaire boyband Blue net buiten de top 10, op de elfde plaats. In 2012 moest de Britse superster van weleer Engelbert Humperdinck eindelijk weer eens voor een goede eindnotering zorgen voor de Britten. Het liep allemaal anders en Humperdinck haalde met zijn nummer Love will set you free slechts 12 punten en bereikte daarmee een 25ste en voorlaatste plaats. In 2013 haalde Bonnie Tyler, opnieuw een gevestigde waarde, de 19de plaats. In 2014 gooide de BBC het over een andere boeg en besloot jong talent in te sturen. Gekozen werd voor zangeres Molly, die voorafgaand aan het festival steeds in de top vijf bij de bookmakers stond. Het uiteindelijke resultaat stelde echter teleur, want Molly eindigde met Children of the Universe slechts op een zeventiende plaats met 40 punten. Ook in 2015 ging het Verenigd Koninkrijk ten onder, toen Electro Velvet met het electroswingnummer Still in love with you niet hoger kwam dan de 24ste plaats op 27 deelnemers. Het jaar erna haalden Joe & Jake met You're not alone dezelfde plaats, maar dan op 26 deelnemers. In 2017 haalde Lucie Jones met Never give up on you de 15de plaats.
In 2018 werden de Britten vertegenwoordigd door SuRie met het nummer Storm. Tijdens het optreden ontstond commotie toen een indringer op het podium verscheen en de microfoon van de zangeres afpakte. De man werd snel afgevoerd, waarna SuRie haar lied kon voltooien. Een aanbod van de organisatie om het optreden over te doen werd door de Britse delegatie afgeslagen. Het Verenigd Koninkrijk eindigde als 24ste, de op twee na laatste plaats.
Met de deelname van Michael Rice eindigden de Britten in 2019 voor de vierde keer in de historie op de laatste plaats. Opvallend was dat zijn lied Bigger than us was geschreven door John Lundvik, de Zweedse deelnemer van dat jaar. Sommige Britse media, alsmede Rice zelf, schreven het slechte resultaat toe aan de Brexit. In 2021 eindigde het land met James Newman voor de tweede keer op rij laatste en was het ook de tweede keer in de geschiedenis dat het land nul punten kreeg.

### 2022 en verder
Na het teleurstellende resultaat in 2021 besloot de BBC om het roer om te gooien. Ze kozen voor Sam Ryder om het land in 2022 te vertegenwoordigen met het lied Space Man. Deze inzending behaalde uiteindelijk de tweede plaats, op ruime afstand van het winnende Oekraïne. Het was voor het eerst in 24 jaar dat de Britten weer zo hoog eindigden. Van de vakjury's kreeg het Verenigd Koninkrijk de meeste punten, en dat was voor het eerst sinds de scheiding tussen de jury- en publiekpunten. Wegens de invasie van Oekraïne was het voor dit land echter niet mogelijk om het festival van 2023 te organiseren. Na overleg met de EBU nam de BBC deze taak op zich. Het Eurovisiesongfestival 2023 vond plaats in Liverpool. Het gastland deed het alles behalve goed. Mae Muller eindigde namens het Verenigd Koninkrijk op de voorlaatste plaats.

## Trivia
- Het Eurovisiesongfestival werd in het Verenigd Koninkrijk sinds 1980 becommentarieerd door Terry Wogan. Hij stopte in 2008 en werd opgevolgd door Graham Norton.
- Hoewel de Britse resultaten de laatste jaren vaak zwaar zijn tegengevallen, blijft het songfestival in het Verenigd Koninkrijk erg populair. De kijkcijfers zijn er procentueel hoger dan in andere Europese landen.

## Britse deelnames
| Jaar | Artiest                     | Liedje                               | Fin. | Ptn. | Taal   |
| ---- | --------------------------- | ------------------------------------ | ---- | ---- | ------ |
| 1957 | Patricia Bredin             | All                                  | 7    | 6    | Engels |
| 1959 | Pearl Carr & Teddy Johnson  | Sing little birdie                   | 2    | 16   | Engels |
| 1960 | Bryan Johnson               | Looking high, high, high             | 2    | 25   | Engels |
| 1961 | The Allisons                | Are you sure?                        | 2    | 24   | Engels |
| 1962 | Ronnie Carroll              | Ring-a-ding girl                     | 4    | 10   | Engels |
| 1963 | Ronnie Carroll              | Say wonderful things                 | 4    | 28   | Engels |
| 1964 | Matt Monro                  | I love the little things             | 2    | 17   | Engels |
| 1965 | Kathy Kirby                 | I belong                             | 2    | 26   | Engels |
| 1966 | Kenneth McKellar            | A man without love                   | 9    | 8    | Engels |
| 1967 | Sandie Shaw                 | Puppet on a string                   | 1    | 47   | Engels |
| 1968 | Cliff Richard               | Congratulations                      | 2    | 28   | Engels |
| 1969 | Lulu                        | Boom bang-a-bang                     | 1    | 18   | Engels |
| 1970 | Mary Hopkin                 | Knock, knock who's there?            | 2    | 26   | Engels |
| 1971 | Clodagh Rodgers             | Jack in the box                      | 4    | 98   | Engels |
| 1972 | The New Seekers             | Beg, steal or borrow                 | 2    | 114  | Engels |
| 1973 | Cliff Richard               | Power to all our friends             | 3    | 123  | Engels |
| 1974 | Olivia Newton-John          | Long live love                       | 4    | 14   | Engels |
| 1975 | The Shadows                 | Let me be the one                    | 2    | 138  | Engels |
| 1976 | Brotherhood of Man          | Save your kisses for me              | 1    | 164  | Engels |
| 1977 | Lynsey de Paul & Mike Moran | Rock bottom                          | 2    | 121  | Engels |
| 1978 | Co-Co                       | The bad old days                     | 11   | 61   | Engels |
| 1979 | Black Lace                  | Mary Ann                             | 7    | 73   | Engels |
| 1980 | Prima Donna                 | Love enough for two                  | 3    | 106  | Engels |
| 1981 | Bucks Fizz                  | Making your mind up                  | 1    | 136  | Engels |
| 1982 | Bardo                       | One step further                     | 7    | 76   | Engels |
| 1983 | Sweet Dreams                | I'm never giving up                  | 6    | 69   | Engels |
| 1984 | Belle & The Devotions       | Love games                           | 7    | 63   | Engels |
| 1985 | Vikki Watson                | Love is                              | 4    | 100  | Engels |
| 1986 | Ryder                       | Runner in the night                  | 7    | 72   | Engels |
| 1987 | Rikki                       | Only the light                       | 13   | 47   | Engels |
| 1988 | Scott Fitzgerald            | Go                                   | 2    | 136  | Engels |
| 1989 | Live Report                 | Why do I always get it wrong?        | 2    | 130  | Engels |
| 1990 | Emma                        | Give a little love back to the world | 6    | 87   | Engels |
| 1991 | Samantha Janus              | A message to your heart              | 10   | 47   | Engels |
| 1992 | Michael Ball                | One step out of time                 | 2    | 139  | Engels |
| 1993 | Sonia                       | Better the devil you know            | 2    | 164  | Engels |
| 1994 | Frances Ruffelle            | We will be free (lonely symphony)    | 10   | 63   | Engels |
| 1995 | Love City Groove            | Love city groove                     | 10   | 76   | Engels |
| 1996 | Gina G                      | Ooh aah... Just a little bit         | 8    | 77   | Engels |
| 1997 | Katrina & the Waves         | Love shine a light                   | 1    | 227  | Engels |
| 1998 | Imaani                      | Where are you                        | 2    | 166  | Engels |
| 1999 | Precious                    | Say it again                         | 12   | 38   | Engels |
| 2000 | Nicki French                | Don't play that song again           | 16   | 28   | Engels |
| 2001 | Lindsay Dracass             | No dream impossible                  | 15   | 28   | Engels |
| 2002 | Jessica Garlick             | Come back                            | 3    | 111  | Engels |
| 2003 | Jemini                      | Cry baby                             | 26   | 0    | Engels |
| 2004 | James Fox                   | Hold on to our love                  | 16   | 29   | Engels |
| 2005 | Javine Hylton               | Touch my fire                        | 22   | 18   | Engels |
| 2006 | Daz Sampson                 | Teenage life                         | 19   | 25   | Engels |
| 2007 | Scooch                      | Flying the flag (for you)            | 22   | 19   | Engels |
| 2008 | Andy Abraham                | Even if                              | 25   | 14   | Engels |
| 2009 | Jade Ewen                   | It's my time                         | 5    | 173  | Engels |
| 2010 | Josh Dubovie                | That sounds good to me               | 25   | 10   | Engels |
| 2011 | Blue                        | I can                                | 11   | 100  | Engels |
| 2012 | Engelbert Humperdinck       | Love will set you free               | 25   | 12   | Engels |
| 2013 | Bonnie Tyler                | Believe in me                        | 19   | 23   | Engels |
| 2014 | Molly                       | Children of the Universe             | 17   | 40   | Engels |
| 2015 | Electro Velvet              | Still in love with you               | 24   | 5    | Engels |
| 2016 | Joe & Jake                  | You're not alone                     | 24   | 62   | Engels |
| 2017 | Lucie Jones                 | Never give up on you                 | 15   | 111  | Engels |
| 2018 | SuRie                       | Storm                                | 24   | 48   | Engels |
| 2019 | Michael Rice                | Bigger than us                       | 26   | 11   | Engels |
| 2021 | James Newman                | Embers                               | 26   | 0    | Engels |
| 2022 | Sam Ryder                   | Space man                            | 2    | 466  | Engels |
| 2023 | Mae Muller                  | I wrote a song                       | 25   | 24   | Engels |
| 2024 | Olly Alexander              | Dizzy                                | 18   | 46   | Engels |
| 2025 | Remember Monday             | What the hell just happened?         | 19   | 88   | Engels |

| Kleur | Betekenis      |
| ----- | -------------- |
|       | Eerste plaats  |
|       | Tweede plaats  |
|       | Derde plaats   |
|       | Laatste plaats |
|       | Gastland       |

## Punten
In de periode 1957-2025. Punten gegeven in de halve finales zijn in deze tabellen niet meegerekend.
| Plaats | Land        | Punten |
| ------ | ----------- | ------ |
| 1      | Ierland     | 270    |
| 1      | Zweden      | 270    |
| 3      | Zwitserland | 194    |
| 4      | Duitsland   | 173    |
| 5      | Israël      | 172    |

| Plaats | Land        | Punten |
| ------ | ----------- | ------ |
| 1      | Ierland     | 274    |
| 2      | Zwitserland | 225    |
| 3      | Oostenrijk  | 216    |
| 4      | Frankrijk   | 209    |
| 5      | België      | 205    |
| 5      | Duitsland   | 205    |

### Twaalf punten gegeven aan het Verenigd Koninkrijk
| Aantal | Land         | Wanneer                                            |
| ------ | ------------ | -------------------------------------------------- |
| 8      | België       | 1976, 1977, 1988, 1990, 1992, 1993, 1996, 2022 (j) |
| 8      | Oostenrijk   | 1977, 1982, 1992, 1993, 1995, 1997, 2002, 2022 (j) |
| 6      | Frankrijk    | 1975, 1977, 1989, 1995, 1997, 2022 (j)             |
| 4      | Israël       | 1976, 1981, 1993, 1998                             |
| 4      | Luxemburg    | 1975, 1977, 1982, 1989                             |
| 4      | Portugal     | 1976, 1977, 1989, 1996                             |
| 3      | Duitsland    | 1989, 1992, 2022 (j)                               |
| 3      | Malta        | 2007, 2016 (j), 2022 (t)                           |
| 3      | Zweden       | 1980, 1983, 1997                                   |
| 2      | Denemarken   | 1992, 1997                                         |
| 2      | Griekenland  | 1976, 2009                                         |
| 2      | Italië       | 1988, 2025 (j)                                     |
| 2      | Kroatië      | 1997, 1998                                         |
| 2      | Monaco       | 1975, 1977                                         |
| 2      | Nederland    | 1981, 1997                                         |
| 2      | Noorwegen    | 1976, 1989                                         |
| 2      | Turkije      | 1988, 1998                                         |
| 2      | Zwitserland  | 1976, 1997                                         |
| 1      | Australië    | 2017 (j)                                           |
| 1      | Azerbeidzjan | 2022 (j)                                           |
| 1      | Bulgarije    | 2011                                               |
| 1      | Georgië      | 2022 (j)                                           |
| 1      | Hongarije    | 1997                                               |
| 1      | Ierland      | 1997                                               |
| 1      | IJsland      | 1993                                               |
| 1      | Joegoslavië  | 1975                                               |
| 1      | Oekraïne     | 2022 (j)                                           |
| 1      | Roemenië     | 1998                                               |
| 1      | Rusland      | 1997                                               |
| 1      | Spanje       | 1976                                               |
| 1      | Tsjechië     | 2022 (j)                                           |

(j) = vakjury; (t) = televoting

### Twaalf punten gegeven door het Verenigd Koninkrijk
(Vetgedrukte landen waren ook de winnaar van dat jaar.)
| Jaar | Land        | Jaar | Land        | Jaar | Land                     | Jaar | Land                              |
| ---- | ----------- | ---- | ----------- | ---- | ------------------------ | ---- | --------------------------------- |
| 1975 | Nederland   | 1989 | Joegoslavië | 2003 | Ierland                  | 2017 | Portugal (j) Bulgarije (t)        |
| 1976 | Zwitserland | 1990 | IJsland     | 2004 | Griekenland              | 2018 | Oostenrijk (j) Litouwen (t)       |
| 1977 | Ierland     | 1991 | Zweden      | 2005 | Griekenland              | 2019 | Noord-Macedonië (j) Noorwegen (t) |
| 1978 | België      | 1992 | IJsland     | 2006 | Finland                  | 2021 | Frankrijk (j) Litouwen (t)        |
| 1979 | Israël      | 1993 | Ierland     | 2007 | Turkije                  | 2022 | Zweden (j) Oekraïne (t)           |
| 1980 | Ierland     | 1994 | Polen       | 2008 | Griekenland              | 2023 | Zweden (j) Finland (t)            |
| 1981 | Zwitserland | 1995 | Israël      | 2009 | Turkije                  | 2024 | Portugal (j) Israël (t)           |
| 1982 | Zwitserland | 1996 | Cyprus      | 2010 | Griekenland              | 2025 | Letland (j) Israël (t)            |
| 1983 | Joegoslavië | 1997 | Ierland     | 2011 | Ierland                  |      |                                   |
| 1984 | Denemarken  | 1998 | Malta       | 2012 | Zweden                   |      |                                   |
| 1985 | Noorwegen   | 1999 | Zweden      | 2013 | Denemarken               |      |                                   |
| 1986 | Duitsland   | 2000 | Denemarken  | 2014 | Oostenrijk               |      |                                   |
| 1987 | Ierland     | 2001 | Estland     | 2015 | Zweden                   |      |                                   |
| 1988 | Noorwegen   | 2002 | Malta       | 2016 | Georgië (j) Litouwen (t) |      |                                   |

(j) = vakjury; (t) = televoting

## Fotogalerij

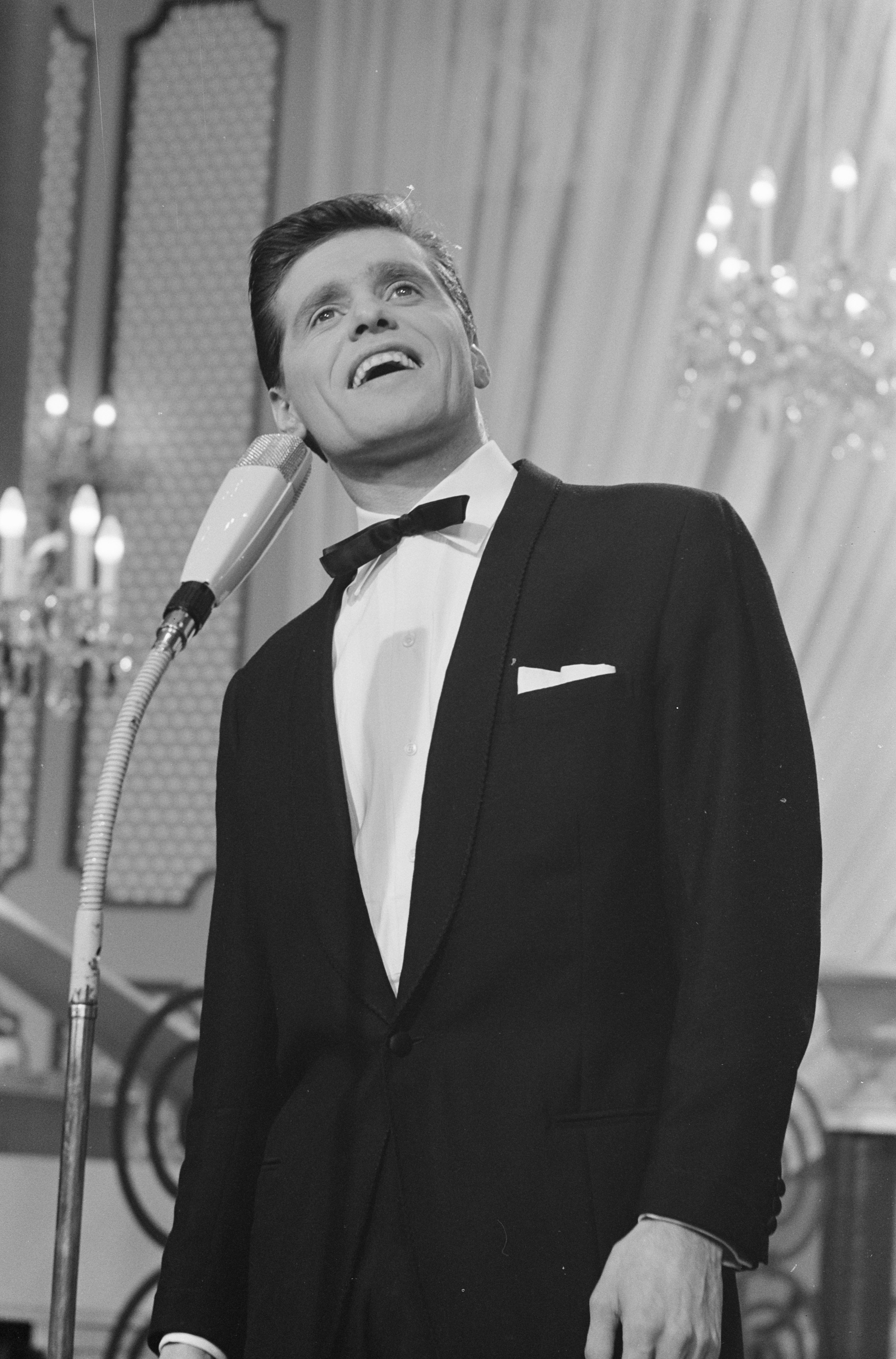
Ronnie Carroll in Luxemburg (1962)
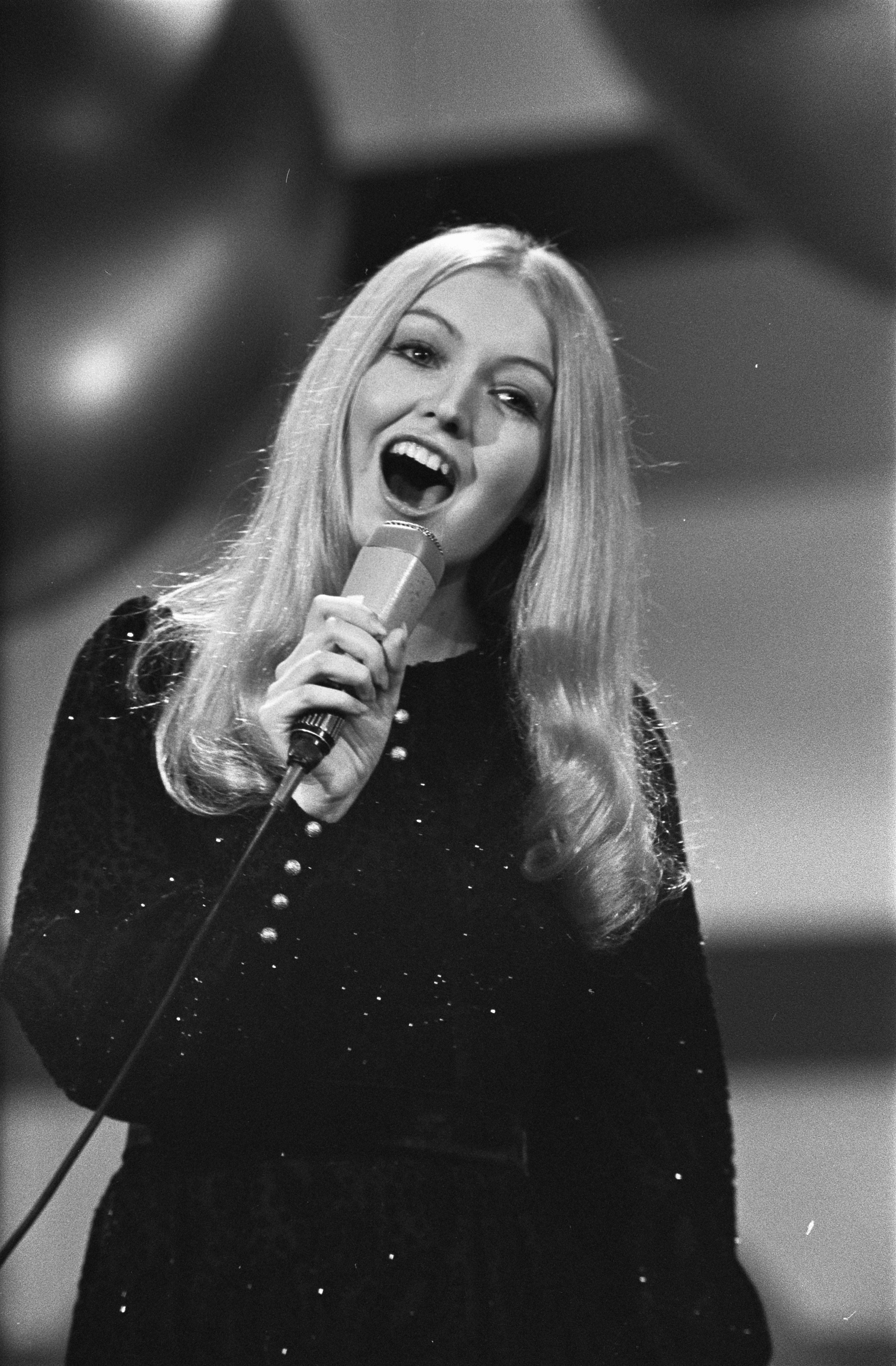
Mary Hopkin in Amsterdam (1970)
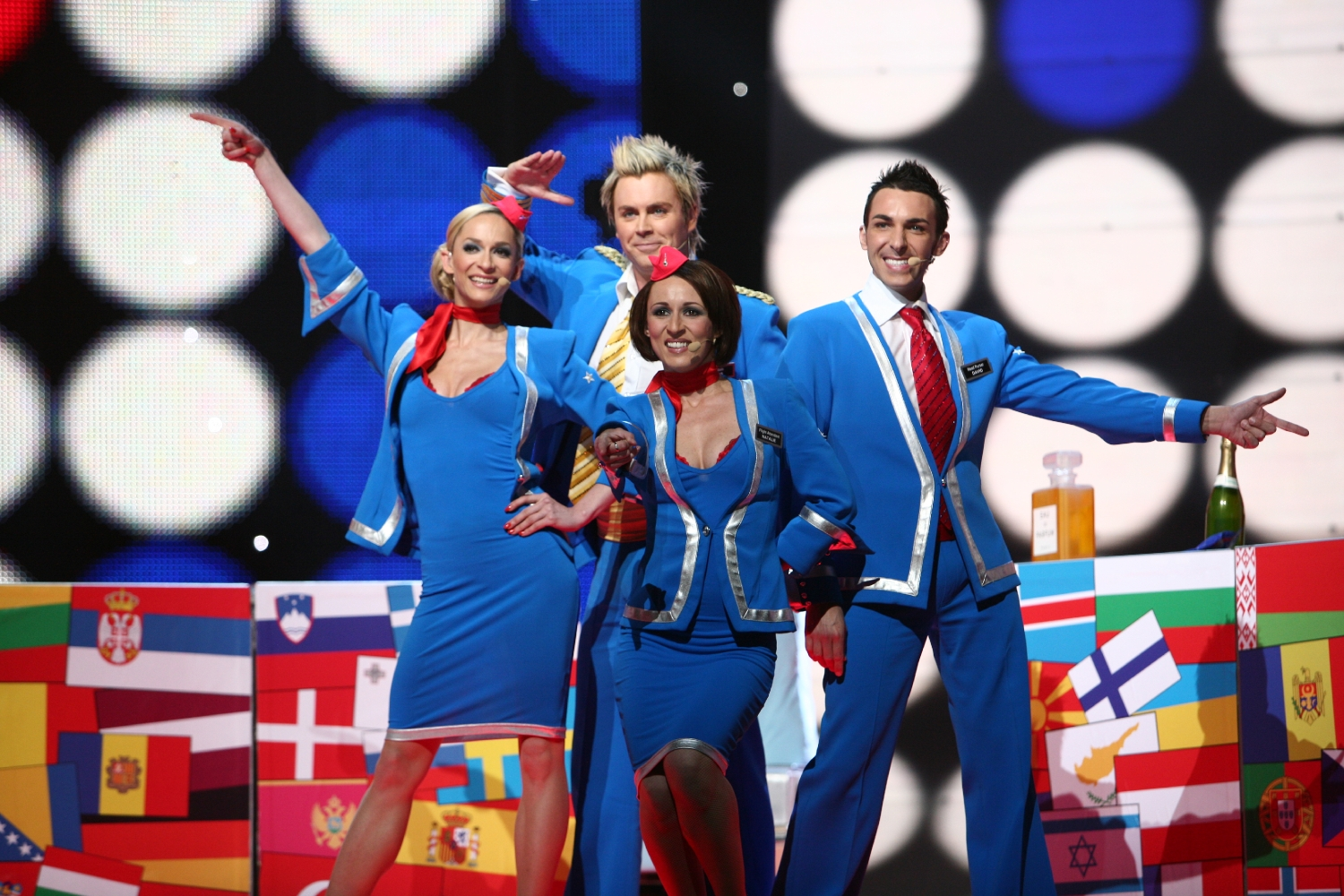
Scooch in Helsinki (2007)
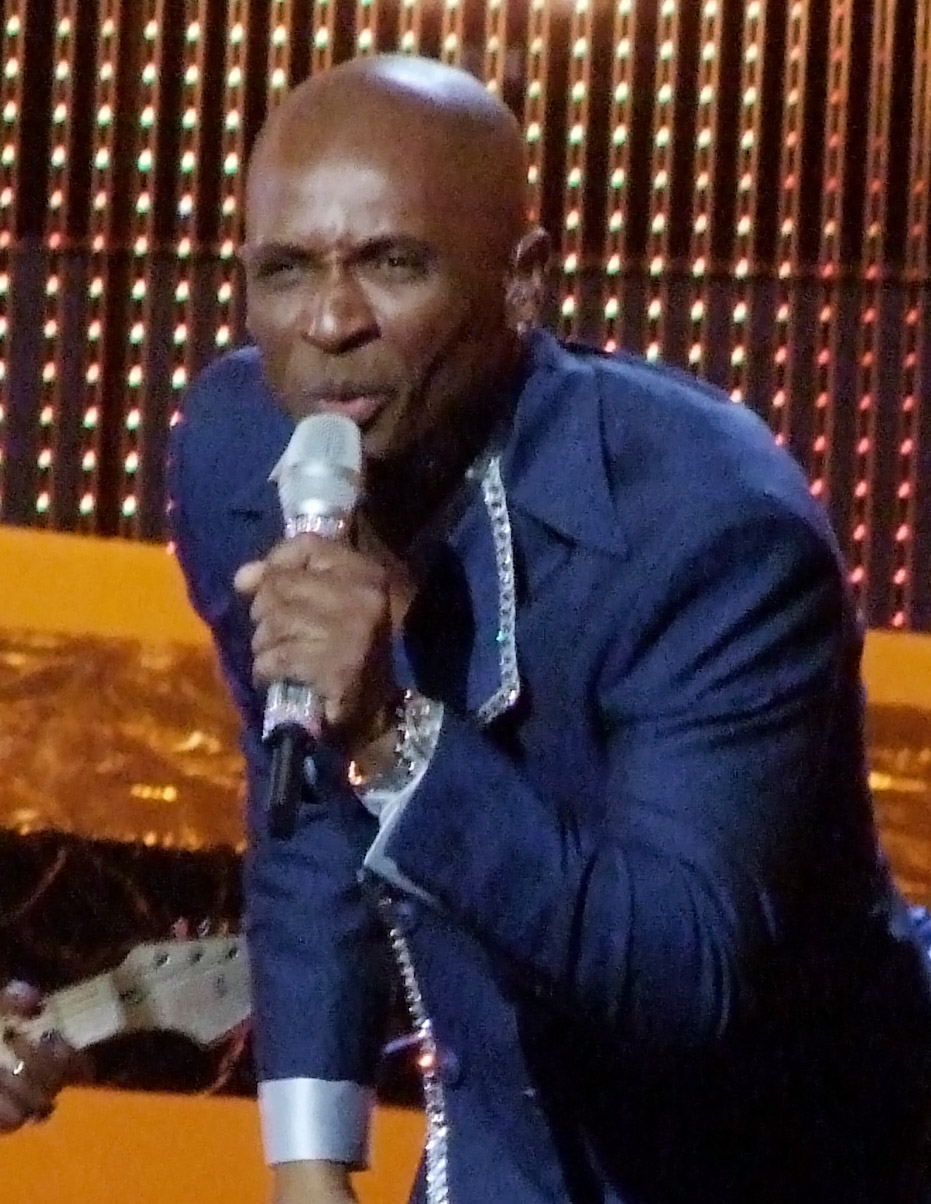
Andy Abraham in Belgrado (2008)
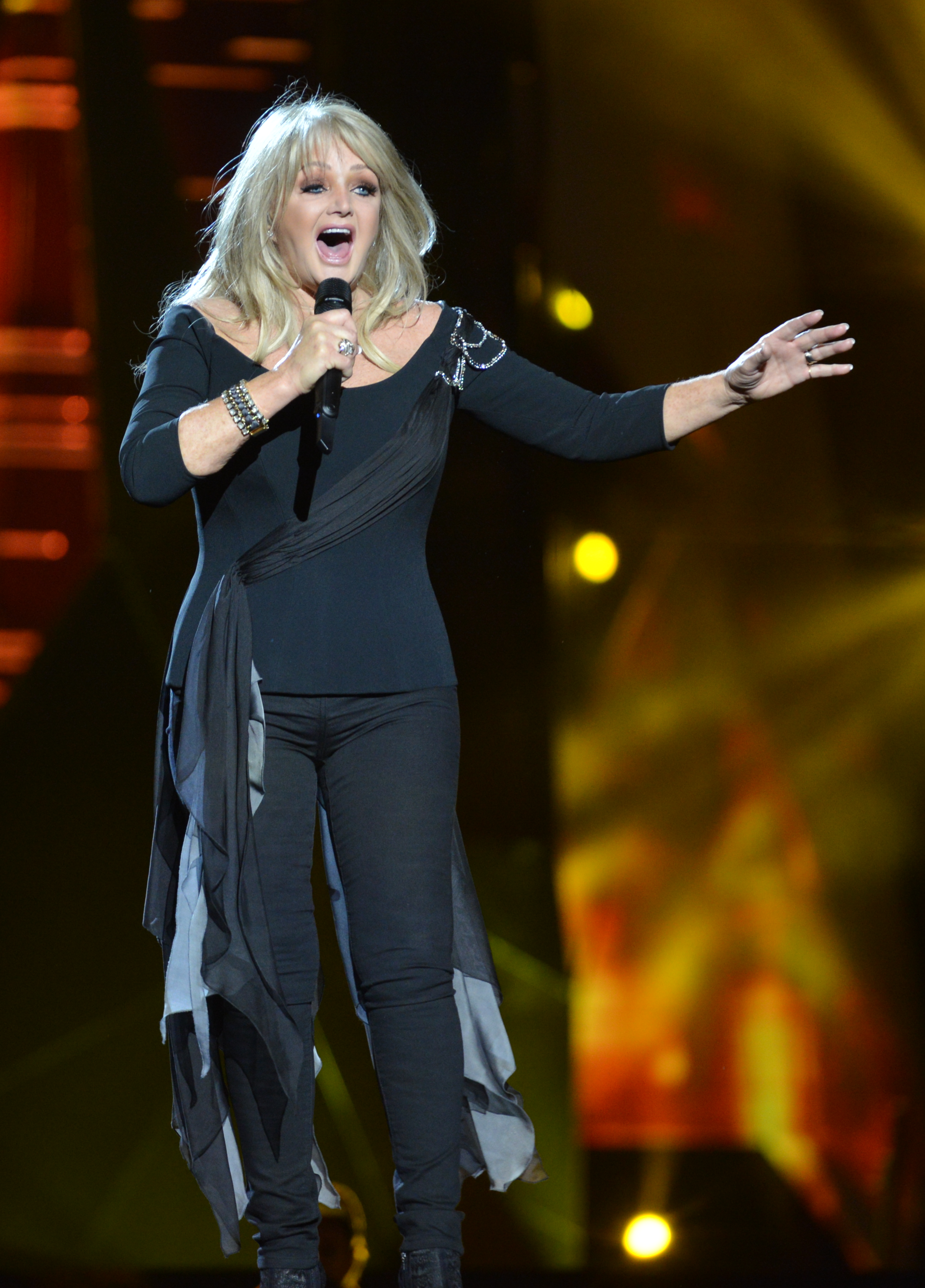
Bonnie Tyler in Malmö (2013)

1957 · 1958 · 1959 · 1960 · 1961 · 1962 · 1963 · 1964 · 1965 · 1966 · 1967 · 1968 · 1969 · 1970 · 1971 · 1972 · 1973 · 1974 · 1975 · 1976 · 1977 · 1978 · 1979 · 1980 · 1981 · 1982 · 1983 · 1984 · 1985 · 1986 · 1987 · 1988 · 1989 · 1990 · 1991 · 1992 · 1993 · 1994 · 1995 · 1996 · 1997 · 1998 · 1999 · 2000 · 2001 · 2002 · 2003 · 2004 · 2005 · 2006 · 2007 · 2008 · 2009 · 2010 · 2011 · 2012 · 2013 · 2014 · 2015 · 2016 · 2017 · 2018 · 2019 · 2020 · 2021 · 2022 · 2023 · 2024 · 2025